# Lotnisko Monmouth Executive
Lotnisko Monmouth Executive (IATA: BLM, ICAO: KBLM) – lotnisko położone w Wall Township, 8 kilometrów na zachód od centrum Belmar, w stanie New Jersey, w Stanach Zjednoczonych.